# Azerbaijão no Festival Eurovisão da Canção Júnior
O Azerbaijão no Festival Eurovisão da Canção Júnior começou pela primeira vez na décima edição do Festival Eurovisão da Canção Júnior em 2012, que teve lugar em Amesterdão, nos Países Baixos. A İctimai Television (İTV), organização membro da União Europeia de Radiodifusão (EBU), foi responsável pelo processo de seleção de sua participação. O Azerbaijão usou originalmente um formato final nacional para a sua participação no concurso de 2012. Os primeiros representantes da nação a participar no concurso de 2012 foram Omar & Suada com a música "Girls and Boys (Dünya Sənindir)", que terminou em décimo primeiro lugar entre doze inscrições participantes. Depois de participar pela segunda vez em 2013 e terminar em sétimo, a İTV desistiu do concurso em 2014 por motivos não especificados. O país voltou a participar em 2018, onde ficou em décimo sexto lugar em um campo de vinte, antes de se retirar mais uma vez por mais dois anos. O Azerbaijão voltou ao concurso de 2021 em Paris, França, com a İTV selecionando internamente Sona Azizova para representar a nação com "One Of That Days". Azizova alcançou a melhor colocação do Azerbaijão até o momento, alcançando o quinto lugar em um campo de 19. A İTV desistiu novamente da competição de 2022 em Yerevan, Armênia, e ainda não voltou.

## História

### Pré-participação
A İctimai Television pretendia inicialmente fazer uma estreia pelo Azerbaijão no Festival Eurovisão da Canção Júnior 2008 em Limassol, Chipre e estava preparada para participar, com a emissora a organizar uma ordem final nacional para selecionar o representante do país. Porém, em outubro de 2008 a emissora desistiu de participar, alegando falta de candidatos para a seleção nacional. Posteriormente, a İTV pagou uma multa à EBU pela retirada tardia, com o objetivo de participar no ano seguinte. Depois de transmitir o concurso pela primeira vez em 2007, a emissora ainda exibiu o concurso em seu primeiro canal público em 2008. A İTV não demonstrou interesse público em participar do Festival Eurovisão da Canção Júnior 2009, mas transmitiu o concurso mais uma vez. Em 2010, Vladimir Arzumanyan, um cantor de Nagorno-Karabakh que representa a Armênia, venceu o concurso. Foi alegado pelos meios de comunicação arménios que a transmissão do concurso no Azerbaijão foi interrompida quando se tornou evidente que a Arménia tinha vencido devido às tensas relações políticas entre os dois países. Estas alegações foram contestadas pela diretora da AMPTV e chefe da delegação da Eurovisão, Diana Mnatsakanyan, que também negou relatos de que o país estava se preparando para apresentar uma queixa à EBU sobre o assunto. Ela observou que a emissora não sabia se o Azerbaijão transmitiu o concurso, dado que o país ainda não tinha participado no Festival Eurovisão da Canção Júnior e não tinha "nenhum interesse" nela na altura, e que os relatórios sobre o alegado incidente eram limitados. a postagens em fóruns da Internet do Azerbaijão. O Azerbaijão não demonstrou interesse em participar no concurso de 2011 em Yerevan, Arménia.

### Participações
Em setembro de 2012, a İctimai Television confirmou oficialmente que participaria pela primeira vez no Festival Eurovisão da Canção Júnior 2012 em Amesterdão, Países Baixos. A emissora determinou seu representante de estreia por meio de uma final nacional em Baku, no dia 9 de outubro de 2012. O evento resultou na seleção de Omar & Suada em dueto para o país, com a música "Girls and Boys" selecionada internamente pela emissora e lançada em 16 de outubro de 2012. A música foi lançada inicialmente integralmente na língua inglesa, o que contrariava as regras do concurso que previam que 75% da faixa deveria ser executada na língua nativa do país. A EBU deu à İTV uma janela de dois dias para alterar a letra sem desqualificação. Na competição, o Azerbaijão terminou em 11º lugar entre 12, com 49 pontos.
O Azerbaijão participou pela segunda vez no Festival Eurovisão da Canção Júnior 2013 em Kyiv, Ucrânia. Em 9 de outubro de 2013, foi relatado que a emissora do Azerbaijão İctimai Television decidiu selecionar internamente seu artista de 2013 com audições realizadas na Segunda Escola de Música Rashid Behbudov em Baku. Em 1 de novembro de 2013, İctimai revelou que Rustam Karimov de 10 anos representaria o Azerbaijão. O título da música foi revelado como sendo "Me and My Guitar", e a música foi apresentada ao público em 5 de novembro de 2013. Karimov terminou em 7º lugar entre 12 com 66 pontos. Para o concurso de 2014, o Azerbaijão não apareceu na lista de países participantes, com a İTV retirando-se do concurso por motivos não especificados. A emissora não voltou a participar de mais três festivais.
Em 18 de julho de 2018, Ivan Eismont, Diretor Geral da BTRC (emissora anfitriã do concurso de 2018) afirmou que o Azerbaijão estava ansioso para participar no Festival Eurovisão da Canção Júnior 2018 em Minsk, Bielorrússia. O chefe da delegação júnior da Eurovisão do Azerbaijão afirmou mais tarde que, embora quisessem regressar ao concurso, a participação ainda não estava confirmada. No dia 25 de julho de 2018, a İTV confirmou oficialmente seu retorno ao concurso em 2018, bem como que sua inscrição seria selecionada internamente. Fidan Huseynova foi oficialmente anunciada como terceira representante do Azerbaijão em 18 de setembro de 2018, com a entrada selecionada "I Wanna Be Like You" lançada em 16 de outubro de 2018. Na competição, o Azerbaijão terminou em 16º lugar entre 20 países, com 47 pontos. Na sequência do concurso de 2018, İctimai optou por não participar no Festival Eurovisão da Canção Júnior 2019 em Gliwice, Polónia por motivos não especificados e também não regressou em 2020.
Em agosto de 2021, a İTV expressou suas ambições de retornar ao concurso de 2021 em Paris, França. No dia 16 de agosto de 2021, a emissora confirmou oficialmente o seu retorno ao concurso, bem como que Sona Azizova representaria o país.
 A emissora também abriu um processo de envio de músicas para compositores e compositores interessados enviarem possíveis inscrições. As inscrições seriam julgadas por um júri composto por especialistas em música do Azerbaijão e internacionais para determinar a eventual inscrição do país. "One Of That Days" foi oficialmente lançada como a entrada do Azerbaijão no Festival Eurovisão da Canção Júnior 2021 no dia 17 de novembro de 2021. Na competição, Azizova alcançou a melhor colocação do Azerbaijão até o momento. O país ficou em 5º lugar com 151 pontos, ficando em 4º lugar nos júris profissionais e em 15º na votação online. Durante a transmissão azerbaijana do Festival Eurovisão da Canção Júnior 2021, os comentadores falaram sobre toda a actuação da Maléna, a representante da Armênia e vencedora do festival, o que viola as regras do concurso. A EBU solicitou esclarecimentos à emissora do Azerbaijão İTV sobre o incidente, mas nenhuma resposta foi recebida.

### Retirada
Após rumores de que o Azerbaijão se retiraria do festival em 2022 devido à Arménia ser o país anfitrião, em Janeiro de 2022, um membro da delegação do Azerbaijão, Eldar Rasulov, afirmou que o país deveria continuar a participar independentemente do local onde o concurso fosse realizado. A İTV declarou posteriormente em agosto de 2022 que ainda estavam indecisos sobre a potencial participação no concurso de 2022 em Yerevan, Armênia, mas o país não apareceu na lista final de participantes, marcando mais uma retirada do Azerbaijão do concurso. Posteriormente, foi relatado que a ausência do Azerbaijão na competição de 2022 não foi por razões políticas com o país anfitrião, a Armênia, mas por falta de pedidos de candidatos na edição de 2022 do The Voice Kids Azerbaijão. İctimai Television também optou por não participar do concurso de 2023 em Nice, França.

## Idiomas a concurso
| Idioma         | Vezes |
| -------------- | ----- |
| Azeri & inglês | 4     |

## Participação
Legenda
     Vencedor
     2.º lugar
     3.º lugar
     Pontuação Nula ("Null Points")/Último Lugar
     Melhor classificação (fora do top 3)
     Qualificação para a final (fora do top 3)
     País-anfitrião
     Desclassificado
| #                               | Ano             | Artista(s)                       | Lingua        | Canção | Tradução            | Lugar | Pontos |
| ------------------------------- | --------------- | -------------------------------- | ------------- | --- | ------------------- | ----- | ------ |
| 1º                              | Amesterdão 2012 | Omar Sultanov e Suada Elekberova | Azeri, Inglês | "Girls And Boys" C:Jessica Appla, Simon Ellis L:Jessica Appla, Zahra Badalbeyli | Raparigas e Rapazes | 11º   | 49     |
| 2º                              | Kiev 2013       | Rustam Karimov                   | Azeri, Inglês | "Me And My Guitar" C & L:Murad Arif & Dmitry Saratsky | Eu e a Guitarra     | 7º    | 66     |
| Não participou de 2013 até 2018 |                 |                                  |               | |                     |       |        |
| 3º                              | Minsk 2018      | Fidan Hüseynova                  | Azeri, Inglês | "I Wanna Bê Like You" C:Fidan Huseynova, Isa Melikov L:Ayten Ismikhanova, Elvira Michieva                                                                                           | Quero ser como tu   | 16º   | 47     |
| Não participou de 2018 até 2021 |                 |                                  |               | |                     |       |        |
| 4º                              | Paris 2021      | Sona Azizova                     | Azeri, Inglês | "One of Those Days" C:Francisco Faria, Hampus Eurenius, Maria Broberg, Martin Wiik L:Francisco Faria, Hampus Eurenius, Javid Shahbazbayov, Maria Broberg, Martin Wiik, Sona Azizova | Um daqueles dias    | 5°    | 151    |
| Não participou dese 2021        |                 |                                  |               | |                     |       |        |

## Comentadores e porta-vozes
| Ano(s)    | Comentador                        | Porta-voz         | Ref.   |
| --------- | --------------------------------- | ----------------- | ------ |
| 2007      | Desconhecido                      | Não participou    |        |
| 2008      | Desconhecido                      | Não participou    |        |
| 2009      | Desconhecido                      | Não participou    |        |
| 2010–2011 | Sem transmissão                   | Não participou    |        |
| 2012      | Konul Arifkizi                    | Leila Hajili      |        |
| 2013      | Konul Arifkizi                    | Lyaman Mirzalieva | [ 33 ] |
| 2014–2017 | Sem transmissão                   | Não participou    |        |
| 2018      | Shafiga Efendiyeva                | Valeh Huseynbeyli | [ 34 ] |
| 2019–2020 | Sem transmissão                   | Não participou    |        |
| 2021      | Murad Arif and Shafiga Efendiyeva | Suleyman          | [ 35 ] |
| 2022–2023 | Sem transmissão                   | Não participou    | [ 36 ] |